# Hrvatski nogometni kup 2020-2021 (tabellini)
Questa voce raccoglie un approfondimento sulle gare dei turni eliminatori dell'edizione 2020-2021 della Coppa di Croazia di calcio.

## Turno preliminare
Tutte le gare sono state disputate a porte chiuse a causa della pandemia del coronavirus.
| Arbitro: | Ante Čuljak (Zagabria) |

|  |           |                                                                                           |
|  | Marcatori | 7’ Mehdi Mehdikhani 13’ (aut.) Marin Renić 32’ Ivan Delić 37’ Jurica Grgec 76’ Leon Benko |

| Arbitro: | Martin Turčin (Tuhelj) |

|                                                 |           |                                                    |
| Ivica Alapić 58’ (rig.) 64’ Sampson Wirekoh 86’ | Marcatori | 4’ Zvonimir Vukoja 16’, 45+2’, 51’ Tomislav Gudelj |

| Arbitro: | Domagoj Kurtović (Osijek) |

|                       |           |  |
| Marko Martinković 63’ | Marcatori |  |

| Arbitro: | Ivan Čužić (Velika Gorica) |

|                                                           |           |                 |
| Jurica Karan 28’ Ivan Peršić 40’ (rig.) Siniša Đipalo 55’ | Marcatori | 85’ Darko Jagić |

| Arbitro: | Tomislav Bionda (Zaprešić) |

| |           |                          |
| Dino Cvrtila 3’ (rig.) Martin Maloča 5’ Martin Šaban 11’, 13’, 18’, 27’, 38’ Mario Brlečić 15’ Tomislav Haramustek 19’ Bruno Rihtar 30’, 55’, 61’, 72’, 76’ Josip Kipa 53’, 88’ Davor Iskrić 74’, 82’, 90+1’ Tomislav Benčić 90’ | Marcatori | 37’, 43’ Zvonimir Šunjić |

| Arbitro: | Denis Plantosar (Darda) |

|                    |           |  |
| Ivan Kovačević 21’ | Marcatori |  |

| Arbitro: | Jakov Titlić (Ervazza) |

|  |           |                                    |
|  | Marcatori | 27’ Dejan Mezga 68’ Antonio Dodlek |

| Arbitro: | Mario Zebec (Cestica) |

|                                                  |           |  |
| Nino Patafta 46’ Evald Vinko 65’ Leo Vurušić 84’ | Marcatori |  |

| Arbitro: | Marino Majstrović (Spalato) |

|                                             |           |                                       |
| Luka Matić 21’, 56’ Baldo Cicijelj 35’, 60’ | Marcatori | 43’ Miran Horvat 67’ Valentín Alvarez |

| Arbitro: | Zdenko Lovrić (Đakovo) |

|                                         |           |                         |
| Luka Đerek 36’ Matej Marušić 42’ (rig.) | Marcatori | 55’ (rig.) Toni Kurečki |

| Arbitro: | Ivan Antunović (Velika Gorica) |

|  |           |                                      |
|  | Marcatori | 72’ Miran Horvat 82’ Martin Bogdanić |

| Arbitro: | Josip Lučić (Vinkovci) |

|  |           |                                          |
|  | Marcatori | 55’, 66’ Mihovil Geljić 59’ Raul Florucz |

| Arbitro: | Ante Čulina (Zagabria) |

|                                                                     |           |  |
| Luka Sedlaček 36’ (rig.) Filip Hodak 42’ 64’ (rig.) Marin Matoš 69’ | Marcatori |  |

| Arbitro: | Nenad Vargović (Virovitica) |

|                                                                 |           |                            |
| Amara Camara 34’ Frane Vučemilović-Vranjić 36’ Fran Kožarić 90’ | Marcatori | 86’ (rig.) Ivan Al Tharwan |

| Arbitro: | Marko Matoc (Zaprešić) |

|                          |           |  |
| Leon Petrović 114’, 118’ | Marcatori |  |

| Arbitro: | Marko Cestarić (Sisak) |

|                  |           |  |
| Juraj Spudić 28’ | Marcatori |  |

## Sedicesimi di finale
| Arbitro: | Dario Bel (Osijek) |

|                     |           |                                                                                   |
| Rade Križanović 37’ | Marcatori | 13’ Amer Gojak 28’ Luka Ivanušec 56’, 83’ Komnen Andrić 60’, 68’, 88’ Luka Menalo |

| Arbitro: | Nenad Vargović (Virovitica) |

|  |           | |
|  | Marcatori | 35’, 54’ Franck Etoundi 36’ Törles Knöll 57’ Frano Mlinar 69’ Ivan Krstanović 82’, 88’ Martin Boakye 87’, 89’ Miroslav Iličić |

| Arbitro: | Marko Cestarić (Sisak) |

| |           |  |
| Luka Sedlaček 29’, 31’ Ladislav Roginić 33’ Filip Hodak 38’ (rig.) Josip Braje 42’ (aut.) Karlo Althaller 53’ | Marcatori |  |

| Arbitro: | Ante Čuljak (Zagabria) |

|                 |           |                      |
| Josip Lotar 38’ | Marcatori | 27’, 65’ Mijo Caktaš |

| Arbitro: | Marino Majstrović (Spalato) |

|                   |           |                                                                                                  |
| Domagoj Prpić 51’ | Marcatori | 10’ (rig.) Ante Erceg 15’ Danijel Lončar 24’ Ramón Miérez 26’ Vedran Jugović 47’ Robert Mišković |

| Arbitro: | Ivan Matić (Osijek) |

|  |           | |
|  | Marcatori | 30’ Tomislav Turčin 33’, 55’ Luka Menalo 37’ Domagoj Pavičić 68’ Veldin Hodža 77’ Silvio Ilinković |

| Arbitro: | Ivan Čužić (Velika Gorica) |

|                                      |           |                                                         |
| Jurica Ščuric 75’ Martin Šaban 90+2’ | Marcatori | 56’ Roko Šimić 81’ Josip Pivarić 94’ Krešimir Kovačević |

| Arbitro: | Goran Pečarić (Zagabria) |

|  |           |                                         |
|  | Marcatori | 86’ Gedeon Guzina 90+3’ Josip Špoljarić |

| Arbitro: | Josip Dugandžić (Komin) |

|  |           |                            |
|  | Marcatori | 95’ (rig.) 117’ Luka Celić |

| Arbitro: | Josip Lučić (Vinkovci) |

|                            |           |  |
| Domagoj Jelavić 36’ (aut.) | Marcatori |  |

| 7 ottobre 2020, ore 15:00 Primo turno | GOŠK Dubrovnik 1919 | – Zadar ritirato | Zara |  |

| Arbitro: | Tino Krečak (Velika Gorica) |

|  |           |                      |
|  | Marcatori | 120’ Ivan Dominković |

| Arbitro: | Ivana Martinčić (Koprivnica) |

|                                                               |           |                                                                  |
| Karlo Igor Majić 17’ Luka Kožić 35’ Mihovil Geljić 59’ (rig.) | Marcatori | 3’ Jiloan Hamad 4’, 28’ Josip Mitrović 22’ (aut.) Domagoj Sabljo |

| Arbitro: | Igor Pajač (Zelina) |

|                        |           |                                                             |
| Dino Dukađin 6’ (rig.) | Marcatori | 21’ Mario Jelavić 36’ (rig.) Nikola Burić 49’ Luka Pavković |

| Arbitro: | Marko Matoc (Zaprešić) |

|                                       |           |  |
| Jorge Obregón 65’ Domagoj Drožđek 81’ | Marcatori |  |

| Arbitro: | Vedran Jelenčić (Castua) |

|                                      |           |  |
| Robert Dadić 51’ Luka Miškulin 90+3’ | Marcatori |  |

Il primo tempo di Rudar-Inter è stato giocato l'11.10.2020, la gara è stata interrotta dopo la fine del 1º tempo a causa delle forti piogge, il secondo tempo è stato giocato il 20.10.2020 alle 16:00 con la stessa formazione davanti a 250 spettatori.

## Ottavi di finale
| Arbitro: | Mario Zebec (Cestica) |

|  |           |                                                       |
|  | Marcatori | 38’ Petar Bočkaj 53’, 75’ Marin Pilj 81’ Dmytro L'opa |

| Arbitro: | Ivan Bebek (Fiume) |

|                                                         |           |                   |
| Josip Mitrović 30’ Kristijan Lovrić 72’ Matar Dieye 77’ | Marcatori | 50’ Ibrahim Aliyu |

| Arbitro: | Ante Čuljak (Zagabria) |

|  |           |                                    |
|  | Marcatori | 61’ Izet Hajrović 90+3’ Dino Perić |

| Arbitro: | Zdenko Lovrić (Đakovo) |

|                  |           |                                    |
| Ivan Posavec 39’ | Marcatori | 78’ Nino Galović 90+2’ Luka Menalo |

| Arbitro: | Dario Kulušić (Sebenico) |

|                |           |                                                                         |
| Luka Matić 44’ | Marcatori | 2’ Miroslav Iličić 62’ Törles Knöll 80’ Gonzalo Gamarra 89’ Hyunwoo Kim |

| Arbitro: | Ante Čuljak (Zagabria) |

|  |           |                                  |
|  | Marcatori | 46’ Taichi Hara 90+5’ Šime Gržan |

| Arbitro: | Marko Cestarić (Sisak) |

|                              |           |  |
| Valentino Kuzmić 104’ (rig.) | Marcatori |  |

| Arbitro: | Marko Matoc (Zaprešić) |

|  |           |                                 |
|  | Marcatori | 58’, 70’ Jairo 66’ Marko Livaja |

## Quarti di finale
| Arbitro: | Mario Zebec (Cestica) |

|                 |           |                            |
| Mile Škorić 14’ | Marcatori | 7’ 71’ (rig.) Robert Murić |

| Arbitro: | Ivan Bebek (Fiume) |

|                                            |           |  |
| Bruno Petković 70’ (rig.) Arijan Ademi 78’ | Marcatori |  |

| Arbitro: | Ante Čuljak (Zagabria) |

|  |           |                                                 |
|  | Marcatori | 60’, 86’ Taichi Hara 90’ (aut.) Mario Živatović |

| Arbitro: | Dario Bel (Osijek) |

|                                              |           |  |
| Kristijan Lovrić 9’, 82’ Sylvanus Nimely 88’ | Marcatori |  |

## Semifinali
| Arbitro: | Duje Strukan (Spalato) |

|                                                   |           |                                         |
| Josip Šutalo 7’ Taichi Hara 23’ Gedeon Guzina 44’ | Marcatori | 52’ Josip Drmić 72’ (rig.) Robert Murić |

| Arbitro: | Mario Zebec (Cestica) |

|                                                                         |           |                  |
| Josip Mišić 46’ Kristijan Jakić 100’ Lovro Majer 110’ Arijan Ademi 118’ | Marcatori | 52’ Dario Špikić |